# Tipula (Sinotipula) warneri
Tipula (Sinotipula) warneri is een tweevleugelige uit de familie langpootmuggen (Tipulidae). De soort komt voor in het Nearctisch gebied.